# 西南猫尾木
西南猫尾木（学名：Markhamia stipulata）为紫葳科猫尾木属下的一个种。
|  |  |

## 扩展阅读
- 維基物種上的相關：西南猫尾木

1. ↑  ,   [2017-02-08], （原始内容存档于2019-05-01）